# Luc Urbain du Bouëxic de Guichen

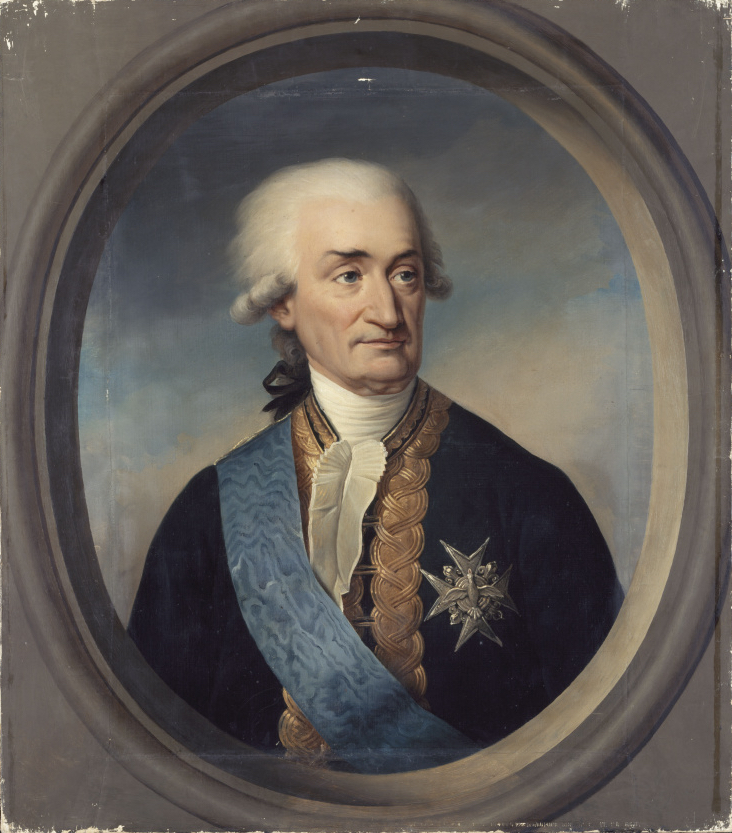
Luc Urbain du Bouëxic, comte de Guichen, in der Darstellung von Jean-Baptiste Paulin Guérin (1837)

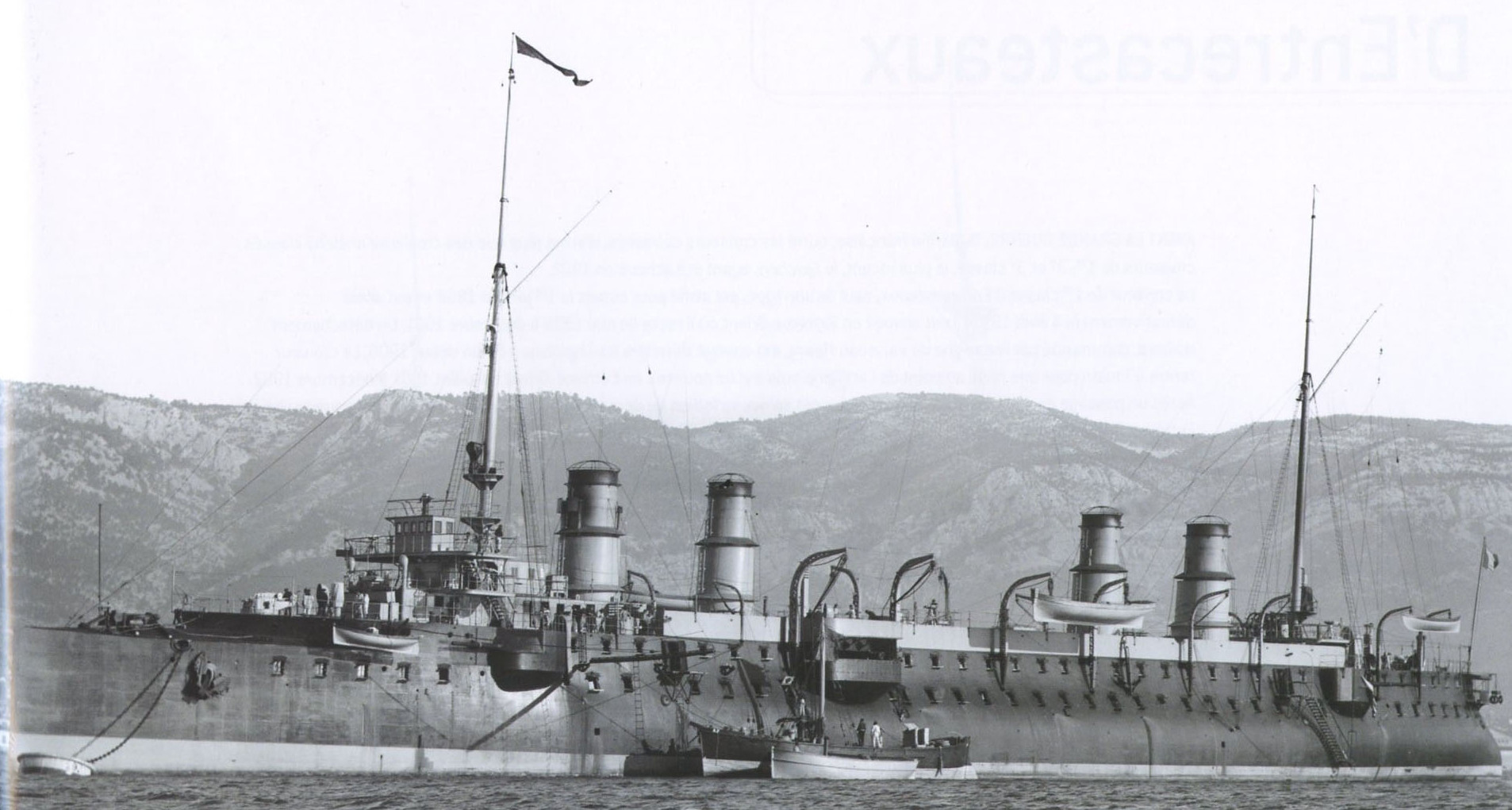
Der 1897 gebaute Geschützte Kreuzer Guichen wurde 1919 vom Aufstand in der französischen Schwarzmeerflotte erfasst

Luc Urbain du Bouëxic, comte de Guichen (* 21. Juni 1712 in Fougères, Frankreich; † 13. Januar 1790 in Morlaix, Frankreich) war ein französischer Adliger und Marineoffizier, zuletzt im Range eines Lieutenant-général.

## Leben
Im Jahr 1730 trat er in die Französische Marine ein, machte während des Österreichischen Erbfolgekrieges bzw. des King George’s Wars mit einem französischen Geleitzug seine ersten Erfahrungen im Kampf gegen die britische Marine und wurde dafür 1748 mit dem Ordre royal et militaire de Saint-Louis ausgezeichnet. Während des Siebenjährigen Krieges in Nordamerika nahm er 1755 an dem misslungenen Entsatz von Louisbourg teil und wurde bei Beginn des Siebenjährigen Krieges in Europa 1756 Kapitän. Schon ein Jahr später erbeutete er als Kommandant einer Fregatte vier britische Kaperschiffe und neun Handelsschiffe.
1776 wurde de Guichen zum Chef d’escadre (Konteradmiral) befördert. Während des Amerikanischen Unabhängigkeitskrieges nahm er als Geschwaderkommandant 1778 zunächst an der Seeschlacht bei Ouessant teil und wurde 1779 als Lieutenant-général (Vizeadmiral) Oberbefehlshaber des wichtigen Kriegshafens Brest. Im Jahr 1780 löste de Guichen den Admiral Charles Henri d’Estaing als Oberbefehlshaber der Flotte ab und behauptete sich in der Karibik gegen die britische Royal Navy unter Admiral Rodney in drei aufeinanderfolgenden Seegefechten (u. a. im April 1780 bei Martinique). Zurück in Brest blockierte er im darauffolgenden Jahr zunächst sechs Wochen lang die britische Kanalflotte in Torbay, konnte aber den 1781 zu seiner Verstärkung hinzugekommenen spanischen Admiral Luis de Córdova nicht zum Angriff auf die vor Anker liegenden Briten bewegen. Dann geleitete de Guichen eine große Handelsflotte von Brest durch eine zweite Seeschlacht bei Ouessant zu den Antillen, 1782 übernahm er wieder das Kommando in Brest. Im Juni 1782 stach er mit 18 Kriegsschiffen in See, vereinte sich in Cadiz mit einer spanischen Hilfsflotte und nahm an der Belagerung Gibraltars teil. Nach dem Frieden von Paris nahm de Guichen seinen Abschied und wurde 1784 Ritter des Ordens vom heiligen Geist. Seit 1785 war er Mitglied der American Philosophical Society.
Die Französische Marine hat seitdem wiederholt verschiedene Schiffe nach de Guichen benannt.